# Brzeźno Szlacheckie
Brzeźno Szlacheckie is een plaats in het Poolse district  Bytowski, woiwodschap Pommeren. De plaats maakt deel uit van de gemeente Lipnica en telt 545 inwoners.